# サンダース・ロー ロンドン
サンダース・ロー ロンドン
背部燃料増加タンクを装備したロンドン II。イギリス空軍第204スコードロン。
- 用途：偵察飛行艇
- 製造者：サンダース・ロー
- 運用者

  -  イギリス（イギリス空軍）
  -  カナダ（カナダ空軍）
- 初飛行：1934年3月
- 生産数：31機
- 運用開始：1936年
- 退役：1941年
- 運用状況：退役

サンダース・ロー A.27 ロンドン（Saunders Roe A.27 London）はイギリスの軍用複葉飛行艇。製造はサンダース・ロー社で、31機の製造に終わったが、サンダース・ロー社にとっては、最も多数生産された機種である。1936年からイギリス空軍での運用が開始された。第二次世界大戦の勃発前には退役予定であったが、後継機種であるサンダース・ロー ラーウィックが失敗作となったため、一部は現役を続けた。

## 開発
A.27 ロンドンは空軍省の仕様 R24/31（汎用の外用パトロール用飛行艇）に従って開発が開始され、サンダース サヴァーン（Saunders Severn）を基とした。ロンドン及び同時期に開発されたスーパーマリン ストランラー（Supermarine Stranraer）が、イギリス空軍の複葉・複数エンジンの飛行艇としては最後のものとなった。試作1号機は、ブリストル ペガサス II（Pegasus II）空冷エンジンを2機を、海水の飛沫を避けるために主翼上面に搭載し、1934年に初飛行した。この1号機は、1934年から1936年にかけて、第209スコードロン（フェリクストウ）および第210スコードロン（ジブラルタル）に配備された。
量産機はエンジンをペガサス IIIとし、1936年から配備が開始された。第11号機からはエンジンをペガサス Xに交し、ロンドン Mk.IIの名称が与えられた。初期生産分も、後にエンジンをペガサス Xに交換し、やはりMk.IIと呼ばれた。このモデルは、スーパーマリン サザンプトン（Southampton）の代替として、イギリス空軍第201スコードロン（Calshot）に配備された。1936年10月には、やはりサザンプトンの代替として第204スコードロン（Mount Batten）に配備された。同スコードロンは、翌年にもブラックバーン パース（Perth）の代替としてロンドンが支給された。マルタ島の第202スコードロン（Supermarine Scapaの代替）、第228スコードロン（Pembroke Dock）にも配備された。
1937年から1938年にかけて、第204スコードロンには5機のロンドンが配備されており、シドニー植民地設立150周年記念のためのオーストラリアへの長距離訓練飛行のため、外部燃料タンクが装備されていた。外部タンク使用の場合の航続距離は4180kmであった。

## 運用歴
1939年9月、第二次世界大戦が勃発したが、ロンドンは依然としてシェトランド諸島サロム・ヴォウ（ Sullom Voe）の第201スコードロン、ジブラルタルの第202スコードロンに配備されていた。インヴァゴードン（ Invergordon）の第240スコードロンにも、1939年7月にロンドンが再配備された。これらに配備されたロンドンは、北海、地中海のパトロールに従事した。何機かは背部に燃料増加タンクを装備して、航続距離を延ばした。下翼に2000ポンド（907kg）までの爆弾、爆雷または機雷を搭載することができた。ロンドンのパトロール任務は、徐々にロッキード ハドソンのような新型機に代替され、また飛行艇としては、ショート サンダーランドが配備された。何機かはカナダ空軍に移管された。

## バリエション
試作機
1機
ロンドン Mk.I
10機製造。820馬力のペガサス III エンジン2基を搭載し、プロペラは2枚ブレードであった。後にM.IIに改造された。
ロンドン Mk.II
20機製造。915馬力のペガサス X  エンジン4基を搭載し、プロペラは4枚ブレード。

## 使用者
カナダ
- カナダ空軍

 イギリス
- イギリス空軍[3]
  - 第201スコードロン（1936年4月 – 1940年4月）
  - 第202スコードロン（1937年9月 – 1941年6月）
  - 第204スコードロン（1936年10月 – 1939年7月）
  - 第209スコードロン（1934年10月 – 1936年2月）
  - 第210スコードロン（1935年10月 – 1935年11月）
  - 第228スコードロン（1937年2月 – 1938年9月）
  - 第240スコードロン（1939年7月 – 1940年7月）

## 仕様・性能（ロンドン Mk.II）
出典: War Planes of the Second World War: Volume Five Flying Boats 
諸元
- 乗員: 6名
- 全長: 17.23 m （56 ft 6 in）
- 全高: 5.72 m （18 ft 9 in）
- 翼幅: 24.39 m（80 ft 0 in）
- 翼面積: 132.4 m² （1,425 ft²）
- 空虚重量: 5,045 kg （11,100 lb）
- 運用時重量: 8,364 kg （18,400 lb）
- 最大離陸重量: 10,000 kg （22,000 lb）
- 動力: ブルストル ペガサス X 空冷星型、  915馬力  × 2

性能
- 最大速度: 250 km/h（135ノット）  （高度2,000 m）
- 巡航速度: 206 km/h（111ノット）  （高度6,000 m）
- フェリー飛行時航続距離: 2,800 km（1,510海里）
- 航続距離: 1,770 km（956海里）
- 実用上昇限度: 6,067 m （19,900 ft）
- 上昇率: 6.0 m/s （1,180 ft/min）

武装
- 爆弾: 爆弾、爆雷、または機雷最大902 kg (2000 lb)

## 参考資料
- Green, William. War Planes of the Second World War, Volume Five: Flying Boats. London: Macdonald & Co. (Publishers) Ltd., 1962 (Fifth impression 1972). ISBN 0-356-01449-5.
- Jefford, Wing Commander C.G., MBE, BA, RAF(Retd.). RAF Squadrons, a Comprehensive record of the Movement and Equipment of all RAF Squadrons and their Antecedents since 1912. Shrewsbury, Shropshire, UK: Airlife Publishing, 1988 (second edition 2001). ISBN 1-85310-053-6.
- London, Peter. Saunders and Saro Aircraft Since 1917. London: Putnam (Conway Maritime Press), London, 1988. ISBN 0-85177-814-3.
- March, Daniel J. British Warplanes of World War II: Combat Aircraft of the RAF and Fleet AIr Arm, 1939-1945. Hoo, near Rochester, Kent, UK: Aerospace Publishing Ltd., 1998. ISBN 1-84013-391-0.
- Mondey, David. The Hamlyn Concise Guide to British Aircraft of World War II. Hamlyn,1982 (republished 1994 by Chancellor Press, reprinted 2002). ISBN 1-85152-668-4.